# فضای یک‌بعدی
در فیزیک و ریاضیات و در فضای اقلیدسی به دنباله‌ای از {\displaystyle n} عدد حقیقی یک نقطه در فضای {\displaystyle n} بعدی گفته می‌شود و هنگامی که {\displaystyle n}=۱ باشد این نقطه درفضای یک بعدی جای دارد.

## هندسه یک بعدی

### چند رأسی‌ها
تنها چند رأسی منتظم که با یک پاره خط در فضای یک بعدی قابل مطالعه می‌باشد و با نماد شلافلی {} نمایش داده می‌شود.

### فوق کروی
در فضای بی‌نهایت و کرهٔ چند بعدی به اتصال دو نقطه گفته می‌شود، که گاهی با نام صفر-کرهٔ صفر بعدی خوانده می‌شود. نمایش این تعریف در ریاضیات به این صورت است
{\displaystyle L=2r}
در اینجا {\displaystyle r} به معنی شعاع می‌باشد.

## سیستم مختصاتی
دو دستگاه مختصات مشهور برای یک بعد وجود دارد.

بردار اعداد
زاویه